# Jerod Mayo
Jerod Mayo Sr., nacido el 23 de febrero de 1986, es un ex linebacker y actualmente se encuentra sin equipo, su último equipo fueron los New England Patriots National Football League (NFL). Su carrera en el fútbol americano comenzó en la Universidad de Tennessee, donde destacó antes de ser seleccionado por los Patriots como la décima elección general en el Draft de la NFL de 2008. Durante sus ocho temporadas como jugador con los Patriots, Mayo alcanzó logros notables, incluyendo ser nombrado Novato Defensivo del Año, liderar la liga en tacleadas en 2010, ser seleccionado dos veces al Pro Bowl, recibir un All-Pro del primer equipo y ser parte del equipo ganador del Super Bowl XLIX. Tras retirarse como jugador, Mayo regresó a los Patriots en 2019 como entrenador asistente. En 2024, fue promovido a entrenador en jefe, sucediendo al legendario Bill Belichick y marcando el inicio de una nueva era para los New England Patriots.

## Primeros años
Jerod Mayo nació en Hampton, Virginia, y asistió a la escuela preparatoria Kecoughtan en la misma ciudad. Durante su tiempo en Kecoughtan, destacó en el fútbol americano, obteniendo tres distinciones como apoyador y corredor. En su último año, Mayo impresionó con 110 tacleadas, de las cuales 18 fueron para pérdida, y logró dos intercepciones. También mostró su versatilidad jugando como corredor en siete juegos, donde acumuló 1245 yardas terrestres, anotó 13 touchdowns y completó cinco conversiones de dos puntos. En su tercer año, registró 68 tacleadas, incluyendo 22 para pérdida, cuatro intercepciones y tres capturas. Sus destacadas actuaciones le valieron honores del primer equipo a nivel de distrito, área y región.
Considerado un recluta de cuatro estrellas por Rivals.com, Mayo se posicionó en el undécimo lugar a nivel nacional entre los apoyadores externos en los Estados Unidos. Optó por la Universidad de Tennessee, eligiéndola sobre otras opciones prestigiosas como la del Estado de Carolina del Norte, Purdue, Virginia y Virginia Tech.

## Carrera como jugador

### Fútbol Colegial
Durante su estancia en la Universidad de Tennessee, Mayo jugó para los Tennessee Volunteers desde 2004 hasta 2007. Tras recibir una camiseta roja en 2004 para extender su elegibilidad, Mayo debutó en el campo en 2005, participando en seis juegos como Linebacker externo. En esa temporada, logró 13 tacleadas, 10 de ellas en solitario.
En 2006, como estudiante de segundo año con camiseta roja, Mayo se consolidó como titular, iniciando 11 partidos como apoyador externo del lado débil. Destacó con un total de 83 tacleadas (48 en solitario), incluyendo cinco capturas para una pérdida de 40 yardas, 12.5 paradas para pérdidas de 51 yardas y una presión sobre el mariscal de campo. Además, logró recuperar un balón suelto y desviar un pase. Estas actuaciones le valieron ser nombrado en el segundo equipo All-American de Rivals.com.
En su temporada de junior, Mayo asumió el rol de apoyador central y fue titular en los 14 juegos de la temporada. Actuando como co-capitán de la defensa, registró 140 tacleadas en 2007, la cifra más alta para un defensor de Tennessee desde que Earnest Fields alcanzó el mismo total para los Volunteers en 1990. Además, Mayo agregó 1.5 capturas de mariscal de campo, con una pérdida de 11 yardas, 8.5 tacleadas para pérdida y cinco presiones sobre el mariscal de campo. También destacó con una intercepción que devolvió 34 yardas para touchdown.
Por su sobresaliente desempeño, Mayo fue seleccionado en el primer equipo de la All-Southeastern Conference y recibió los honores del segundo equipo All-American por parte de The NFL Draft Report.

### Liga Nacional de Fútbol
Mayo fue reconocido como uno de los mejores apoyadores disponibles en el Draft de la NFL de 2008, siendo comparado con Will Witherspoon, otro destacado jugador en la misma posición. La revista Sporting News elogió su habilidad, describiéndolo como "perfecto para jugar en uno de los puestos internos" en una defensa 3-4, un esquema táctico que requiere apoyadores con habilidades versátiles y robustez para manejar diversas responsabilidades defensivas.«Jerod Mayo Draft and Combine Prospect Profile». NFL.com. Consultado el 2 de febrero de 2022.</ref>

### Patriots de Nueva Inglaterra
Los New England Patriots seleccionaron a Mayo en la primera ronda del Draft de la NFL de 2008, siendo la décima selección general. En dicho draft, Mayo fue el segundo Linebacker en ser elegido, precedido únicamente por Keith Rivers.

#### Temporada 2008
El 24 de julio de 2008, los New England Patriots firmaron a Mayo con un contrato de cinco años (en lugar del máximo de seis años permitido por el acuerdo de negociación colectiva de la NFL) por un valor de 18,9 millones de dólares, incluidos 13,8 millones de dólares en bonificaciones y garantías. Mayo fue el único novato en la generación de 2008 de los Patriots que comenzó en la Semana 1 y participó en todas las jugadas para la defensiva.
Mayo fue nombrado Novato Defensivo del Mes de octubre de 2008 de la NFL  Lideró a los Patriots con 24 tacleadas durante el mes, incluidas 11 contra los Denver Broncos en su primera aparición en Monday Night Football . En el partido de fútbol del jueves por la noche de los Patriots el 13 de noviembre de 2008, contra sus rivales de división, los New York Jets, Mayo lideró a todos los jugadores defensivos con 20 tacleadas (16 en solitario, 4 asistidas), el primer juego de 20 tacleadas de su carrera.
Al final de la temporada 2008, en la que Mayo tuvo 128 tacleadas totales (100 en solitario, 28 asistencias) y un balón suelto forzado, fue nombrado Novato Defensivo del Año 2008 de la AP en una votación casi unánime: Mayo recibió 49 de 50. votos emitidos, mientras que el apoyador de los Cincinnati Bengals, Keith Rivers, recibió el otro voto.

#### Temporada 2009
Mayo se lesionó en el primer partido de la temporada 2009 de los Patriots contra los Buffalo Bills . Originalmente se esperaba que el esguince del ligamento colateral medial en la rodilla lo mantuviera fuera de 6 a 8 semanas, pero regresó en la Semana 5 contra los Broncos de Denver . Mayo terminó la temporada 2009 con 103 tacleadas y 1,5 capturas.

#### Temporada 2010
En 2010, Mayo fue nombrado capitán defensivo. En la semana 4 contra los Miami Dolphins, Mayo registró 16 tacleadas y dos semanas después anotó 18 tacleadas en una victoria en tiempo extra sobre los Baltimore Ravens . En la semana 8, Mayo registró 14 tacleadas en una victoria sobre los Minnesota Vikings . Contra los Indianapolis Colts en la Semana 11, Mayo registró 15 tacleadas en una victoria. En la Semana 12, las ocho tacleadas de Mayo le dieron 132 en la temporada, superando el récord anterior de su carrera de 128, establecido en 2008. Agregó otras 12 tacleadas en la Semana 13 contra los New York Jets y tuvo 16 en la Semana 15 contra los Green Bay Packers . Terminó la temporada con 175 tacleadas, la mayor cantidad de la liga, junto con dos capturas y un balón suelto forzado.
Fue nombrado reserva para el Pro Bowl 2011 el 2 de enero de 2011. En la misma temporada fue nombrado miembro del equipo All Pro 2010.
El 17 de diciembre de 2011, al inicio de la Semana 15, se anunció que había firmado una extensión de contrato por 5 años con los Patriots.

#### Temporada 2011
En 2011, se perdió 3 partidos debido a lesiones, pero aun así logró eclipsar la marca de las 100 tacleadas. Mayo y los Patriots llegaron al Super Bowl XLVI . En el juego, Mayo hizo 11 tacleadas, pero los Patriots perdieron ante los New York Giants por un marcador de 21-17.

#### Temporada 2012
Sus compañeros de equipo lo votaron co-capitán defensivo por cuarto año consecutivo.
El 16 de noviembre de 2012, Mayo recibió una multa de 10.000 dólares por un golpe tardío fuera de los límites en la Semana 10 contra CJ Spiller con los Buffalo Bills. Esto provocó una llamada de aspereza innecesaria.
Más adelante en el año, fue seleccionado en el Pro Bowl 2013 en reconocimiento a su exitosa temporada 2012.

#### Temporada 2013
Mayo fue colocado en la reserva de lesionados el 16 de octubre después de desgarrarse el músculo pectoral el 13 de octubre en una remontada de los Patriots contra los New Orleans Saints.

#### Temporada 2014
El 16 de octubre, Mayo fue colocado en la reserva de lesionados con un desgarro del tendón rotuliano que sufrió en un juego contra los Buffalo Bills en la Semana 6 
Sin Mayo, los Patriots ganaron el Super Bowl XLIX después de derrotar al campeón defensor Seattle Seahawks por un marcador de 28-24.

#### Temporada 2015
El tiempo de juego de Mayo cayó en la temporada 2015, quedando detrás de Dont'a Hightower y Jamie Collins en la alineación. El 19 de enero de 2016, días antes del Campeonato de la AFC contra los Denver Broncos, Mayo fue colocado en la reserva de lesionados por una lesión en el hombro. 2015 fue el tercer año consecutivo en que su temporada terminó anticipadamente.
El 16 de febrero de 2016, Mayo publicó un mensaje en su cuenta de Instagram anunciando su retiro, agradeciendo a los Patriots por los ocho años anteriores.

### Reputación profesional
Mayo tiene una ética de trabajo bien conocida que le ha ganado la reputación de ser un jugador que llega temprano, se queda hasta tarde, mira las grabaciones de juego, practica duro y se somete a entrenamientos intensos en la sala de pesas del equipo. La actitud positiva de Mayo quedó destacada en el libro de Michael Holley “War Room”:
”Mayo había sido una de las diez primeras selecciones y no actuaba como tal. El día del draft, cuando lo mejor de lo mejor es invitado a Nueva York, a menudo vistiendo trajes hechos a la medida para la ocasión, Mayo estaba en su casa en Virginia con su familia recogiendo hojas. Era trabajador allí y trabajador en Foxboro. Fuera de temporada, iba al estadio y veía películas, incluso cuando no había entrenadores. Le encantaba el juego, y se podía ver por la forma en que jugaba como apoyador central, sin rechazar nunca la oportunidad de tapar un agujero o correr de banda a banda”.

## Carrera como entrenador

### Patriotas de Nueva Inglaterra
El 27 de marzo de 2019, Mayo fue contratado por los New England Patriots para ser su entrenador de apoyadores internos.
El 12 de enero de 2024, los New England Patriots anunciaron a Mayo como el decimoquinto entrenador en jefe en la historia de la franquicia.

## Registro de entrenador en jefe
| Equipo | Año   | Temporada regular | Temporada regular | Temporada regular | Temporada regular | Temporada regular | Postemporada | Postemporada | Postemporada | Postemporada |
| Equipo | Año   | Ganado            | Perdido           | Empates           | % Victorias       | Final             | Ganado       | Perdido      | % Victorias  | Resultado    |
| ------ | ----- | ----------------- | ----------------- | ----------------- | ----------------- | ----------------- | ------------ | ------------ | ------------ | ------------ |
| NE     | 2024  | 1                 | 4                 | 0                 | 20                | Por determinar    | —            | —            | —            | —            |
| Total  | Total | 1                 | 4                 | 0                 | 20                |                   | 0            | 0            | –            |              |

## Vida personal
Mayo está casado con Chantel Mayo. La pareja tiene tres hijas y un hijo. La familia reside en North Attleborough, Massachusetts . También cabe destacar que Mayo es cristiano.
Mayo tiene tres hermanos, dos de los cuales jugaron fútbol americano universitario como apoyadores. Su hermano menor, Deron Mayo, jugó en la Liga Canadiense de Fútbol y actualmente es el entrenador asistente de fuerza y acondicionamiento de los New England Patriots. Su hermano Derek Mayo se graduó en Richmond, donde ganó el título de la Subdivisión del Campeonato de Fútbol de la NCAA en 2008.